# Polnischer Fußballpokal 1998/99

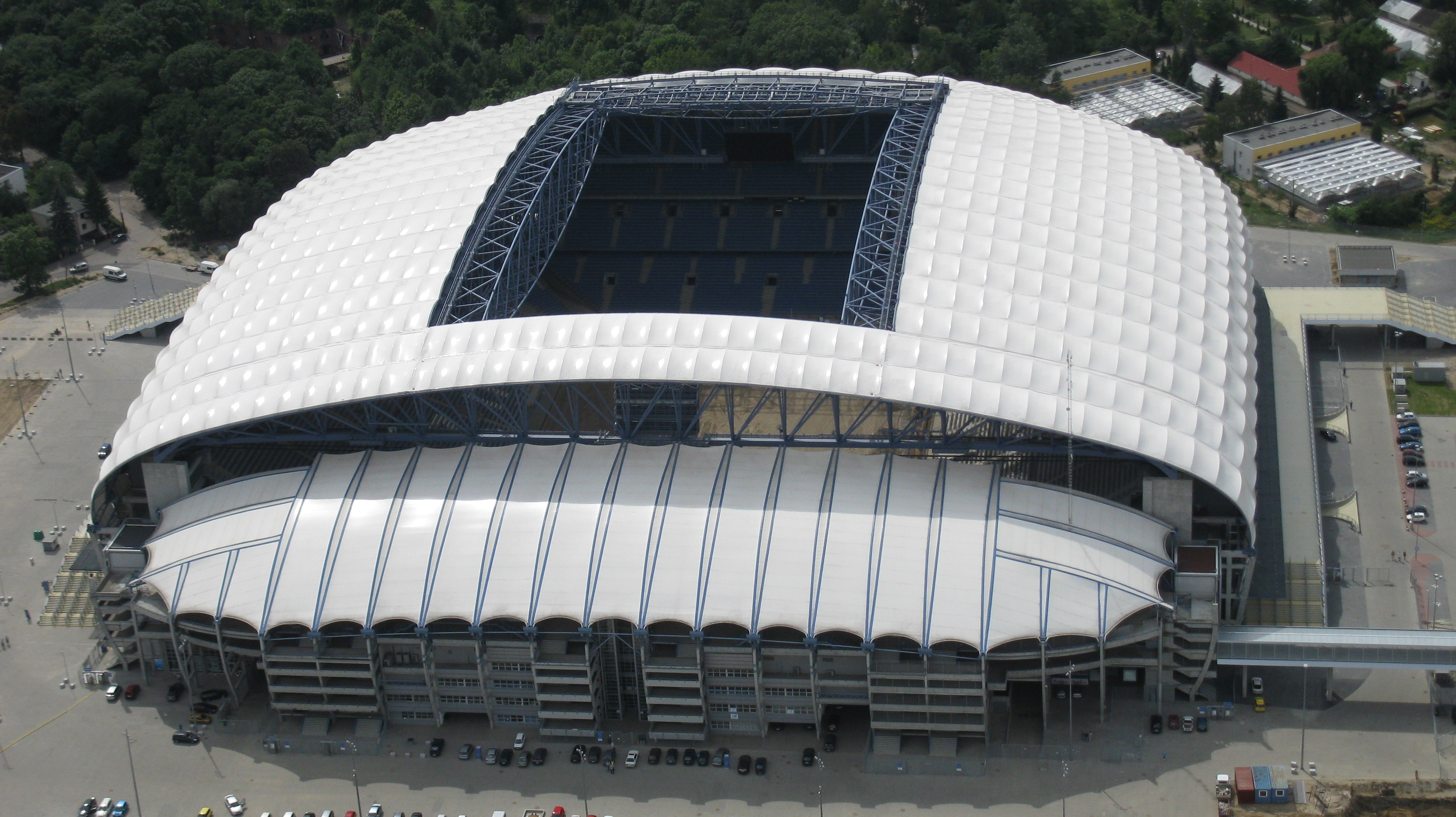
Stadion Miejski in Posen (nach dem Umbau), Austragungsort des polnischen Pokalfinales 1999

Der Puchar Polski 1998/99 war die 45. Ausspielung des polnischen Pokalwettbewerbs. Die erste Runde wurde am 24. Juli 1998 ausgespielt. Der Wettbewerb wurde mit dem Finale am 13. Juni 1999 in Posen beendet.
Vorjahressieger Amica Wronki verteidigte seinen Titel und gewann den nationalen Pokal zum zweiten Mal. Endspielgegner GKS Bełchatów verlor nach 1996 auch sein zweites Finale. Durch den Pokalsieg qualifizierte sich Amica Wronki für die Teilnahme am UEFA-Pokal.

## Teilnehmende Mannschaften
An der Hauptrunde nahmen 102 Mannschaften teil.
| 1. Liga 18 Vereine der Saison 1997/98 | 2. Liga 35 Vereine der Saison 1997/98 | 49 regionale Teilnehmer aus den Woiwodschaften | 49 regionale Teilnehmer aus den Woiwodschaften | 49 regionale Teilnehmer aus den Woiwodschaften |
| ŁKS Łódź Polonia Warschau Wisła Krakau Widzew Łódź Legia Warschau Ruch Chorzów Amica Wronki (TV) Górnik Zabrze Odra Wodzisław Lech Posen OKS Stomil Olsztyn GKS Katowice Zagłębie Lubin Pogoń Szczecin Petrochemia Płock Dyskobolia Grodzisk KSZO Ostrowiec Świętokrzyski Raków Częstochowa | Gruppe West Ruch Radzionków Aluminium Konin Śląsk Wrocław MKS Myszków Lechia/Polonia Gdańsk Polonia/Szombierki Bytom Górnik Wałbrzych Varta Namyslow Zawisza Bydgoszcz Karkonosze Jelenia Góra Elana Toruń Lechia Zielona Góra Naprzód Rydułtowy Miedź Legnica Warta Posen Chemik Police Odra Opole Sokół Tychy Gruppe Ost GKS Bełchatów Hutnik Krakau Górnik Łęczna Stal Stalowa Wola LKS Ceramika Opoczno Wawel Krakau Jeziorak Iława Korona Kielce Okocimski KS Brzesko Unia Tarnów Avia Świdnik RKS Radomsko Hetman Zamość Cracovia Świt Nowy Dwór Mazowiecki Warmia Olsztyn Czuwaj Przemysl WKP Włocławek | - W. Biała Podlaska AZS Podlasie Biała Podlaska - W. Białystok Jagiellonia Białystok - W. Bielsko-Biała KS Unia Oświęcim - W. Bydgoszcz Goplania Inowrocław - W. Chełm Granica Dorohusk - W. Ciechanów Żbik Nasielsk - W. Częstochowa Raków II Częstochowa - W. Elbląg Pomezania Malbork - W. Gdańsk Gryf Wejherowo - W. Gorzów Czarni Witnica - W. Jelenia Góra Kembud II Jelenia Góra - W. Kalisz Polonia Kępno - W. Katowice Grunwald Ruda Śląska - W. Kielce GKS Rudki - W. Konin Górnik Klodawa - W. Koszalin Gryf Polanów - W. Kraków MZKS Alwernia - W. Krosno Sanovia Lesko - W. Legnica Chrobry Głogów - W. Leszno Obra Kościan - W. Lublin Lewart Lubartów - W. Łomża Olimpia Zambrów - W. Łódź Start Łódź - W. Nowy Sącz Glinik Gorlice - W. Olsztyn Mragovia Mrągowo | - W. Opole Odra II Opole - W. Ostrołęka Ostrovia Ostrów Mazowiecka - W. Piła Orzeł Biały Wałcz - W. Piotrków Piotrcovia Piotrków Trybunalski - W. Płock MKS Kutno - W. Poznań Patria Buk - W. Przemyśl Kamax Kańczuga - W. Radom Szydłowianka Szydłowiec - W. Rzeszów Izolator Boguchwała - W. Siedlce Pogoń Siedlce - W. Sieradz Piast Blaszki - W. Skierniewice Unia Skierniewice - W. Słupsk Pogoń Lębork - W. Suwałki Mazur Ełk - W. Szczecin Energetyk Gryfino - W. Tarnobrzeg Stal II Stalowa Wola - W. Tarnów Wisłoka Dębica - W. Toruń Sparta Brodnica - W. Wałbrzych Nysa Klodzko - W. Warszawa Legia II Warszawa - W. Włocławek Jagiellonka Nieszawa - W. Wrocław Polonia Środa Śląska - W. Zamość Tomasovia Tomaszów Lubelski - W. Zielona Góra Pogoń Świebodzin |                                                |

## Vorrunde
Die Vorrunde fand am 24. Juli 1998 mit 18 von 49 Teilnehmern aus den Woiwodschaften statt. Die übrigen Vertreter der Woiwodschaften hatten ein Freilos für die 1. Runde.
| Datum      |                        | Ergebnis              |                             |
| ---------- | ---------------------- | --------------------- | --------------------------- |
| 24.07.1998 | Obra Kościan           | 1:2                   | Pogoń Świebodzin            |
| 24.07.1998 | Jagiellonka Nieszawa   | 3:1                   | MKS Kutno                   |
| 24.07.1998 | Unia Skierniewice      | 3:5                   | Piast Blaszki               |
| 24.07.1998 | Patria Buk             | 4:2 n. V.             | Czarni Witnica              |
| 24.07.1998 | Pogoń Siedlce          | 1:2                   | AZS Podlasie Biała Podlaska |
| 24.07.1998 | Kamax Kańczuga         | 7:1                   | Izolator Boguchwała         |
| 24.07.1998 | Pomezania Malbork      | 2:1                   | Pogoń Lębork                |
| 24.07.1998 | Kembud II Jelenia Góra | 1:1 n. V. (3:4 i. E.) | Nysa Klodzko                |
| 24.07.1998 | Sparta Brodnica        | 1:1 n. V. (3:4 i. E.) | Orzeł Biały Wałcz           |

## 1. Runde
Die 1. Runde fand zwischen dem 26. und 30. Juli 1998 statt.
| Datum      |                            | Ergebnis              |                                 |
| ---------- | -------------------------- | --------------------- | ------------------------------- |
| 26.07.1998 | Żbik Nasielsk              | 3:0                   | Legia II Warszawa               |
| 2X.07.1998 | Energetyk Gryfino          | 2:1                   | Gryf Polanów                    |
| 2X.07.1998 | Gryf Wejherowo             | 3:1                   | Pomezania Malbork               |
| 2X.07.1998 | Orzeł Biały Wałcz          | 1:3                   | Goplania Inowrocław             |
| 2X.07.1998 | Mragovia Mrągowo           | 5:4 n. V.             | Mazur Ełk                       |
| 2X.07.1998 | Patria Buk                 | 1:3 n. V.             | Pogoń Świebodzin                |
| 2X.07.1998 | Jagiellonka Nieszawa       | 7:0                   | Górnik Klodawa                  |
| 2X.07.1998 | Ostrovia Ostrów Mazowiecka | 1:4 n. V.             | Olimpia Zambrów                 |
| 2X.07.1998 | Polonia Kępno              | 0:1                   | Piast Blaszki                   |
| 24.07.1998 | Jagiellonia Białystok      | 13:0 1                | AZS Podlasie Biała Podlaska     |
| 2X.07.1998 | Odra II Opole              | 2:1                   | Polonia Środa Śląska            |
| 2X.07.1998 | Start Łódź                 | 1:2                   | Piotrcovia Piotrków Trybunalski |
| 2X.07.1998 | Raków II Częstochowa       | 0:1                   | Grunwald Ruda Śląska            |
| 2X.07.1998 | MZKS Alwernia              | 2:0                   | KS Unia Oświęcim                |
| 2X.07.1998 | Lewart Lubartów            | 3:1                   | Szydłowianka Szydłowiec         |
| 2X.07.1998 | Granica Dorohusk           | 0:2                   | Tomasovia Tomaszów Lubelski     |
| 2X.07.1998 | GKS Rudki                  | 0:3                   | Stal II Stalowa Wola            |
| 2X.07.1998 | Sanovia Lesko              | 2:3                   | Kamax Kańczuga                  |
| 2X.07.1998 | Glinik Gorlice             | 2:2 n. V. (3:5 i. E.) | Wisłoka Dębica                  |
| 30.07.1998 | Nysa Klodzko               | 21:2 n. V. 2          | Chrobry Głogów                  |

## 2. Runde
Die Spiele der 2. Runde wurden zwischen dem 11. und 12. August 1998 ausgetragen. Es nahmen die Gewinner der 1. Runde sowie die Mannschaften der 2. Liga der Saison 1997/98 teil.
| Datum      |                                 | Ergebnis              |                          |
| ---------- | ------------------------------- | --------------------- | ------------------------ |
| 1X.08.1998 | Energetyk Gryfino               | 0:2 n. V.             | Aluminium Konin          |
| 1X.08.1998 | Chemik Police                   | 1:1 n. V. (4:2 i. E.) | Lechia Zielona Góra      |
| 1X.08.1998 | Goplania Inowrocław             | 2:4                   | Lechia/Polonia Gdańsk    |
| 1X.08.1998 | Gryf Wejherowo                  | 3:1                   | Zawisza Bydgoszcz        |
| 1X.08.1998 | WKP Włocławek                   | 13:0 1                | MKS Myszków              |
| 1X.08.1998 | Warmia Olsztyn                  | 1:0                   | Elana Toruń              |
| 1X.08.1998 | Mragovia Mrągowo                | 0:7                   | GKS Bełchatów            |
| 1X.08.1998 | Olimpia Zambrów                 | 0:1                   | Jeziorak Iława           |
| 1X.08.1998 | Jagiellonka Nieszawa            | 2:1                   | LKS Ceramika Opoczno     |
| 1X.08.1998 | Odra Opole                      | 0:3                   | Górnik Wałbrzych         |
| 1X.08.1998 | Chrobry Głogów                  | 0:5                   | Varta Namyslow           |
| 1X.08.1998 | Pogoń Świebodzin                | 2:2 n. V. (1:3 i. E.) | Miedź Legnica            |
| 1X.08.1998 | Żbik Nasielsk                   | 0:5                   | RKS Radomsko             |
| 1X.08.1998 | Warta Posen                     | 1:5                   | Śląsk Wrocław            |
| 1X.08.1998 | Piotrcovia Piotrków Trybunalski | 2:0                   | Polonia/Szombierki Bytom |
| 1X.08.1998 | Piast Blaszki                   | 1:3                   | Naprzód Rydułtowy        |
| 1X.08.1998 | Lewart Lubartów                 | 0:3                   | Stal Stalowa Wola        |
| 1X.08.1998 | Jagiellonia Białystok           | 0:2                   | Avia Świdnik             |
| 1X.08.1998 | Tomasovia Tomaszów Lubelski     | 0:2                   | Korona Kielce            |
| 1X.08.1998 | Świt Nowy Dwór Mazowiecki       | 3:0                   | Górnik Łęczna            |
| 1X.08.1998 | Czuwaj Przemysl                 | 00:11                 | Hetman Zamość            |
| 1X.08.1998 | Wisłoka Dębica                  | 1:2 n. V.             | Wawel Krakau             |
| 1X.08.1998 | MZKS Alwernia                   | 23:0 2                | Okocimski KS Brzesko     |
| 1X.08.1998 | Kamax Kańczuga                  | 3:2                   | Unia Tarnów              |
| 1X.08.1998 | Grunwald Ruda Śląska            | 2:1                   | Hutnik Krakau            |
| 1X.08.1998 | Odra II Opole                   | 0:4                   | Ruch Radzionków          |
| 1X.08.1998 | Karkonosze Jelenia Góra         | 33:0 3                | Sokół Tychy              |
| 19.08.1998 | Stal II Stalowa Wola            | 0:3                   | Cracovia                 |

## 3. Runde
Die 3. Runde fand am 23., 29. und 30. September 1998 mit den Gewinnern der 2. Runde statt.
| Datum      |                           | Ergebnis              |                                 |
| ---------- | ------------------------- | --------------------- | ------------------------------- |
| 23.09.1998 | Gryf Wejherowo            | 0:0 n. V. (3:4 i. E.) | Lechia/Polonia Gdańsk           |
| 23.09.1998 | MZKS Alwernia             | 2:4                   | Wawel Krakau                    |
| 23.09.1998 | Jagiellonka Nieszawa      | 1:1 n. V. (4:5 i. E.) | Aluminium Konin                 |
| 23.09.1998 | Świt Nowy Dwór Mazowiecki | 1:0                   | Jeziorak Iława                  |
| 23.09.1998 | Kamax Kańczuga            | 0:2                   | Hetman Zamość                   |
| 23.09.1998 | Miedź Legnica             | 1:2                   | Karkonosze Jelenia Góra         |
| 23.09.1998 | Cracovia                  | 1:0                   | MKS Myszków                     |
| 23.09.1998 | RKS Radomsko              | 3:2                   | Piotrcovia Piotrków Trybunalski |
| 23.09.1998 | Varta Namyslow            | 3:1                   | Górnik Wałbrzych                |
| 23.09.1998 | Stal Stalowa Wola         | 10:3 1                | Naprzód Rydułtowy               |
| 23.09.1998 | Chemik Police             | 1:0                   | Śląsk Wrocław                   |
| 23.09.1998 | Korona Kielce             | 2:2 n. V. (4:2 i. E.) | Avia Świdnik                    |
| 29.09.1998 | Grunwald Ruda Śląska      | 3:1                   | Ruch Radzionków                 |
| 30.09.1998 | Warmia Olsztyn            | 1:3                   | GKS Bełchatów                   |

## 4. Runde
Die 4. Runde fand am 10., 13. und 14. Oktober 1998 mit den Gewinnern der 3. Runde statt. Hinzu kamen die 18 Mannschaften der Ekstraklasa.
| Datum      |                              | Ergebnis              |                      |
| ---------- | ---------------------------- | --------------------- | -------------------- |
| 10.10.1998 | Wawel Krakau                 | 1:0                   | Grunwald Ruda Śląska |
| 10.10.1998 | RKS Radomsko                 | 1:0                   | Górnik Zabrze        |
| 13.10.1998 | Karkonosze Jelenia Góra      | 1:3                   | Wisła Krakau         |
| 14.10.1998 | Aluminium Konin              | 6:0                   | Pogoń Szczecin       |
| 14.10.1998 | Świt Nowy Dwór Mazowiecki    | 1:3                   | Legia Warschau       |
| 14.10.1998 | Lechia/Polonia Gdańsk        | 2:3                   | OKS Stomil Olsztyn   |
| 14.10.1998 | Chemik Police                | 0:2                   | Amica Wronki         |
| 14.10.1998 | Varta Namyslow               | 1:1 n. V. (2:4 i. E.) | Odra Wodzisław       |
| 14.10.1998 | Cracovia                     | 2:3                   | GKS Katowice         |
| 14.10.1998 | Naprzód Rydułtowy            | 1:1 n. V. (3:4 i. E.) | Ruch Chorzów         |
| 14.10.1998 | Hetman Zamość                | 0:4                   | GKS Bełchatów        |
| 14.10.1998 | Korona Kielce                | 2:0                   | Polonia Warschau     |
| 14.10.1998 | KSZO Ostrowiec Świętokrzyski | 0:1                   | ŁKS Łódź             |
| 14.10.1998 | Raków Częstochowa            | 0:0 n. V. (2:4 i. E.) | Widzew Łódź          |
| 14.10.1998 | Dyskobolia Grodzisk          | 2:2 n. V. (4:3 i. E.) | Zagłębie Lubin       |
| 14.10.1998 | Petrochemia Płock            | 2:1 n. V.             | Lech Posen           |

## 5. Runde
Die 5. Runde fand am 7. November 1998 mit den Gewinnern der 4. Runde statt.
| Datum      |                     | Ergebnis              |                    |
| ---------- | ------------------- | --------------------- | ------------------ |
| 07.11.1998 | RKS Radomsko        | 3:1                   | Wisła Krakau       |
| 07.11.1998 | Aluminium Konin     | 1:0                   | Odra Wodzisław     |
| 07.11.1998 | Korona Kielce       | 1:0                   | GKS Katowice       |
| 07.11.1998 | Wawel Krakau        | 0:3                   | Ruch Chorzów       |
| 07.11.1998 | Dyskobolia Grodzisk | 0:4                   | Widzew Łódź        |
| 07.11.1998 | Petrochemia Płock   | 0:1                   | OKS Stomil Olsztyn |
| 07.11.1998 | GKS Bełchatów       | 0:0 n. V. (3:2 i. E.) | Legia Warschau     |
| 07.11.1998 | Amica Wronki        | 2:1                   | ŁKS Łódź           |

## Viertelfinale
Ab dem Viertelfinale wurden die Gewinner in Hin- und Rückspielen ermittelt. Die erstgenannten Mannschaften hatten zuerst Heimrecht. Die Hinspiele fanden am 10. März 1999, die Rückspiele am 14. April 1999 statt.
| Datum             |               | Gesamt    |                    | Hinspiel | Rückspiel |
| ----------------- | ------------- | --------- | ------------------ | -------- | --------- |
| 10.03./14.04.1999 | Korona Kielce | /A)2:2(A) | GKS Bełchatów      | 2:1      | 0:1       |
| 10.03./14.04.1999 | Ruch Chorzów  | 4:1       | RKS Radomsko       | 2:1      | 2:0       |
| 10.03./14.04.1999 | Widzew Łódź   | 3:1       | Aluminium Konin    | 3:0      | 0:1       |
| 10.03./14.04.1999 | Amica Wronki  | 4:1       | OKS Stomil Olsztyn | 3:0      | 1:1       |

## Halbfinale
Die erstgenannten Mannschaften hatten zuerst Heimrecht. Die Hinspiele fanden am 4. und 5. Mai 1999, die Rückspiele am 19. Mai 1999 statt.
| Datum          |               | Gesamt          |              | Hinspiel | Rückspiel |
| -------------- | ------------- | --------------- | ------------ | -------- | --------- |
| 04./19.05.1999 | GKS Bełchatów | 1:0             | Ruch Chorzów | 0:0      | 1:0       |
| 05./19.05.1999 | Amica Wronki  | 2:2 (8:7 i. E.) | Widzew Łódź  | 1:1      | 1:1 n. V. |

## Finale
| Amica Wronki                             | Amica Wronki | GKS Bełchatów | GKS Bełchatów |
| ---------------------------------------- | --- | --- | ------------- |
| Amica Wronki                             | \| 13. Juni 1999 in Posen (Stadion Miejski) \| \| Ergebnis: 1:0 (0:0) \| \| Zuschauer: 3.000 \| \| Schiedsrichter: Jacek Granat (Lublin) \| | \| 13. Juni 1999 in Posen (Stadion Miejski) \| \| Ergebnis: 1:0 (0:0) \| \| Zuschauer: 3.000 \| \| Schiedsrichter: Jacek Granat (Lublin) \| | GKS Bełchatów |
| Amica Wronki                             | Jarosław Stróżyński - Bartosz Bosacki, Marek Bajor, Mariusz Kukiełka, Mirosław Siara - Mirosław Kalita (58. Piotr Kasperski), Tomasz Sokołowski II (73. Jarosław Bieniuk), Grzegorz Wódkiewicz, Piotr Dubiela (81. Tomasz Dawidowski) - Maxwell Kalu, Paweł Kryszałowicz Cheftrainer: Stefan Majewski | Jarosław Krupski - Grzegorz Wilczok (78. Adam Nocoń), Grzegorz Wagner, Bartosz Hinc, Marcin Kaczmarek (85. Marek Nowicki) - Jacek Berensztajn, Jacek Krzynówek, Marius Skinderis, Piotr Szarpak, Dariusz Rzeźniczek (54. Maciej Bykowski) - Dariusz Patalan Cheftrainer: Orest Lenczyk, Marek Pochopień | GKS Bełchatów |
| Amica Wronki                             | 1:0 Mirosław Siara (46.) | | GKS Bełchatów |
| Amica Wronki                             | Mariusz Kukiełka, Piotr Dubiela | Bartosz Hinc, Adam Nocoń | GKS Bełchatów |
| 13. Juni 1999 in Posen (Stadion Miejski) | | |               |
| Ergebnis: 1:0 (0:0)                      | | |               |
| Zuschauer: 3.000                         | | |               |
| Schiedsrichter: Jacek Granat (Lublin)    | | |               |